# Klabat
Klabat är en stratovulkan på ön Sulawesi i Indonesien. Den ligger i provinsen Sulawesi Utara, öster om provinshuvudstaden Manado. Toppen på Klabat når 1 995 meter över havet och det är därmed den högsta vulkanen på Sulawesi.